# Sant'Angelo Muxaro
Sant'Angelo Muxaro (Sant'Àngilu Muxaru en sicilien, S. Angelus de Muxaro en latin) est une commune italienne de la province d'Agrigente, en Sicile.

## Toponymie
Le nombre et l'ancienneté des différentes sources ne peuvent conférer aucune certitude quant à l'origine et la provenance du nom de Muxaro.
Celui-ci proviendrait de l'arabe Munsar, ou Minsar, qui signifierait approximativement « en dents de scie », et par extension : vallée, chaîne montagneuse. Mais d'autres sources indiquent encore : Mu-Assar, dont la traduction serait plutôt : « lieu de refuge ».
Par contre, Sant' Angelo fait référence à Ange de Jérusalem.

## Géographie physique et hydrographie
À 335 mètres au-dessus du niveau de la mer, Sant'Angelo Muxaro est situé dans la partie sud-occidentale de la Sicile. Ancré au cœur de paysages naturels et longeant une partie de la rive gauche du fleuve Platani (environ 100 km de long, que les anciennes civilisations appelaient le fleuve Halykos), le village est à proximité d'une chaîne montagneuse appelée « monts Sicanes » (Monti Sicani), qui s'étend entre Agrigente et Palerme.
Elle est desservie par la route d’Agrigente à Palerme par Corleone.
La mesure des altitudes de la commune montre des variations altimétriques accentuées.
Le centre urbain a été construit sur une montagne à plate-forme relativement dégagée.
C'est une zone karstique de Sicile, avec un réseau hydrographique souterrain et cavités d'intérêt spéléologique. Ce territoire se prête à l'exploration du monde souterrain des zones calcaires.
La commune comprend une réserve naturelle protégée, dénommée « La Riserva naturale integrale Grotta di Sant'Angelo Muxaro ».
Sant'Angelo est également une zone majeure (quoique peu connue) en termes d'importance archéologique.
Le pourcentage des terres agricoles se montait en 2008 à 68 % de la superficie totale de la commune.

## Climat
Climat méditerranéen.
Classification de Köppen : Csa, avec été et hiver bien définis, climat doux en hiver, saison chaude en été, caractérisée par de longues sécheresses, avec température minimale moyenne du mois le plus chaud largement supérieure à 22 °C.
Valeur moyenne maximale : 33° avec pics exceptionnels de 40 °C au mois de juillet.
Vents dominants : vent ponant et, en second lieu, vent du sud doux, qui se charge en humidité au-dessus de la Méditerranée.
Pic pluviométrique en automne et en hiver.
Sur les côtes, en particulier au sud-ouest, (donc dans la zone géographique de Sant'Angelo Muxaro) et sur les côtes du sud-est, le climat est plus affecté par les courants africains, ce qui rend les étés torrides.

## Histoire et archéologie
La zone correspondant à l'aire géographique de Sant'Angelo est habitée depuis des temps très anciens.
Les Sicanes, considérés comme les premiers habitants de l'île, sont réputés contemporains des périodes mégalithiques. Plusieurs siècles avant la naissance d'Agrigente (fondée en 582 av. J.-C.), ce territoire était déjà occupé, et au contact du monde grec.
À l'image de la longue et complexe histoire de la Sicile, Sant'Angelo a subi les influences de nombreux peuples à travers les âges.
Au IVe siècle av. J.-C., le fleuve Halykos (ou Halycus, maintenant Platani) marquait la limite entre les territoires de ce qui était la zone de Carthage d'une part, et la Sicile grecque d'autre part.
Les zones d'influence grecque s'étendaient sur toute la partie est, jusqu'au centre de l'île et au-delà, depuis Syracuse et jusqu'au fleuve, à l'ouest d'Agrigente.
Les Phéniciens étaient alors repoussés sur le dernier tiers ouest de l'île, en vertu d'un traité territorial conclu auparavant entre Agathocle de Syracuse et Carthage, mentionnant l'Halykos comme frontière orientale de la province Carthaginoise de Sicile.
Ainsi, à travers l'histoire, Phéniciens et Grecs d'abord; Romains, Arabes, Normands et d'autres ensuite, ont marqué de leur empreinte culturelle un large pan du territoire du centre-sud sicilien, et, de facto, de l'aire géographique de Sant' Angelo.
Les origines plus anciennes sont toutefois difficiles à définir avec précision. Les théories les plus vraisemblables laissent donc supposer que Sant'Angelo fut fondé par les Sicanes, l'un des premiers peuples de la Sicile.
Situé au sommet d'une colline, le village fut construit sur une montagne calcaire à 335 m d'altitude. Ces aires vallonnées étaient alors idéalement situées pour contrôler le commerce en transit entre l'une des plus importantes voies de pénétration de la Méditerranée, au sud de la Sicile, vers la côte nord de l'île, en partie grâce à la rivière Platani. Cette zone avait donc une importance stratégique pour les activités économiques et la stabilité politique d'alors. Les Sicanes y auraient ainsi établi leur capitale, Kamicos.
Entre mythes, légendes et réalités, Kamicos fut longtemps considérée comme une cité perdue et jamais retrouvée de l'âge du bronze. Elle est mentionnée dans la mythologie grecque (Dédale, Minos, Cocalos). La ville de Caltabellotta, à une soixantaine de kilomètres de Muxaro, semblait correspondre à cette capitale antique. Aujourd'hui, même s'il n'y a pas unanimité, un large consensus se dégage toutefois, selon lequel Kamicos coïncide bien avec Sant'Angelo. Ceci à cause des découvertes aux abords du village de tombes à tholos du VIIIe siècle av. J.-C. soulignant les influences mycéniennes (les Sicanes semblent en effet avoir assimilé rapidement et facilement les influences culturelles grecques helladiques).
L'étude des traces matérielles laissées par les civilisations lointaines ainsi que la découverte d'objets archéologiques particuliers dans les grottes Santangelese font le lien entre la culture pré-grecque et Sant'Angelo. Il s'agit, entre autres, de bols, de fragments de porcelaine, de vases, de deux épées en bronze (dont une parfaitement conservée) arrondies aux extrémités, avec 3 fleurs à la base de la poignée. Ces objets montrent tous des caractéristiques du style et de la culture mycénienne, ou de la civilisation égéenne.
Des fouilles archéologiques ont révélé dans les alentours d'Agrigente, de la documentation mycénienne, chypriote et crétoise.
La zone est d'un intérêt notable, avec des nécropoles protohistoriques qui en font l'un des lieux les plus intéressants de la Sicile, d'un point de vue archéologique. Sur les abords de la colline, la plupart des tombes découvertes sont en forme de cône, et rappellent, de par leur architecture, les constructions funèbres royales de la Grèce mycénienne. Dans l'une d'entre elles, jusqu'à 35 crânes ont été mis au jour, ce qui laisse penser que ces tombes étaient utilisées par une dynastie. La plus grande est « la grotte du prince » qui est formée de deux chambres circulaires et communes. Une de ces chambres fait 8,8 m de diamètre et l'autre chambre, de dimension plus modeste, est appelée aussi la « grotte de Sant'Angelo ». Certains objets protohistoriques relatifs à la culture de l'âge du fer se trouvent au musée archéologique régional d'Agrigente. Une autre pièce est exposée au British Museum de Londres. Il s'agit d'un bol d'or, peu profond et orné de six taureaux en relief. Ce bol servait lors de rituels religieux (libation). On suppose que cet objet retrouvé dans une tombe de Muxaro est originaire de l'ouest grec, bien que présentant des influences phéniciennes.
Le village abrite une communauté d'origine Arbëresh, Albanais qui s'était installée au XVe siècle, pour fuir l’avance ottomane. Ces Albanais ont gardé une forte identité, mais ne parlent plus leur langue, l’arbërisht. À la même époque, les historiens renseignent l'arrivée d'une importante population grecque.
C'est donc essentiellement un groupe gréco-albanais qui a fondé l'actuel centre urbain, au début du XVIe siècle (1506 est la date avancée par certains philologues).
On considère que l'une des familles fondatrices fut la famille Aragona-Pignatelli, famille de la noblesse italienne, originaires de Naples, qui, au XVIIe siècle, s’occupèrent du développement économique et artistique.
La famille Pignatelli a joué un rôle important pour Sant'Angelo Muxaro, jusqu'en 1812, lorsque le système féodal fut aboli.

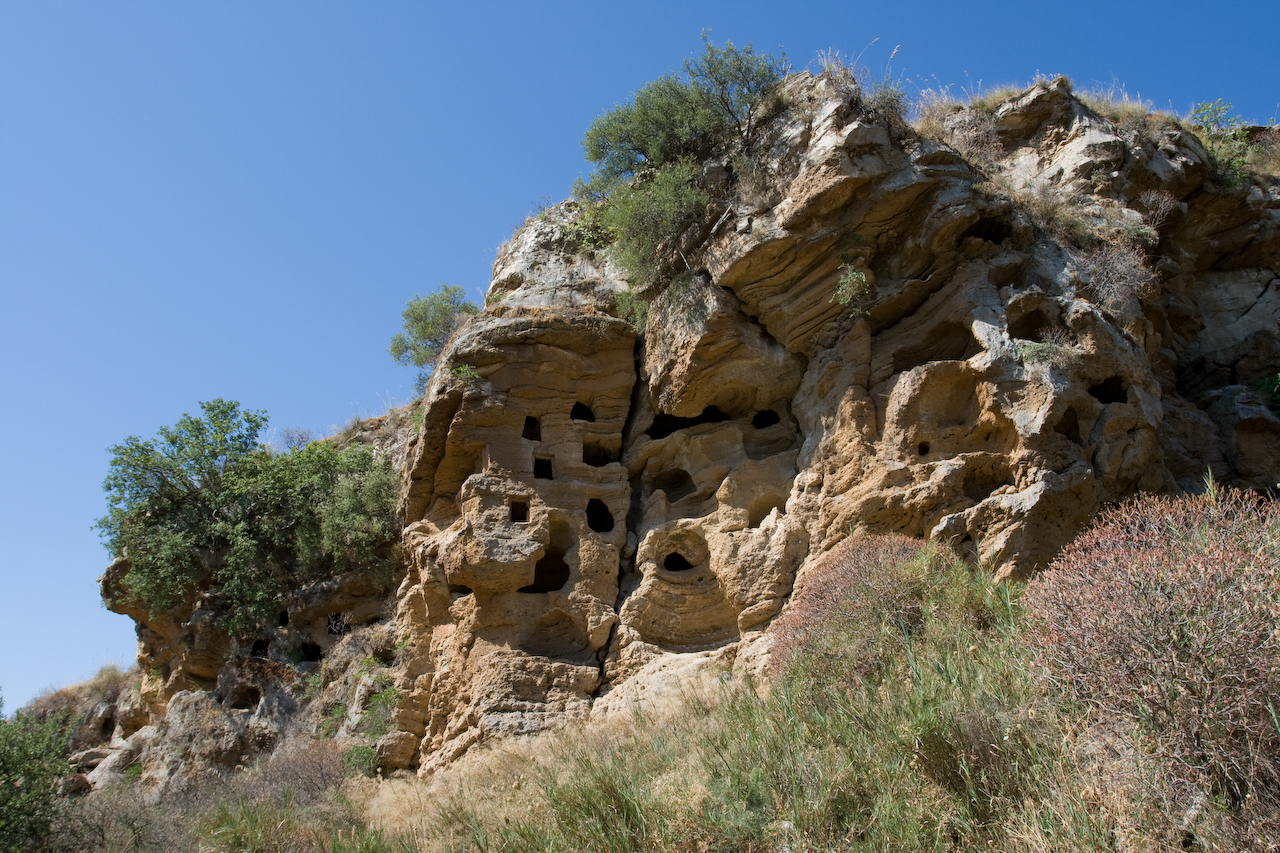
Nécropole préhistorique (2)
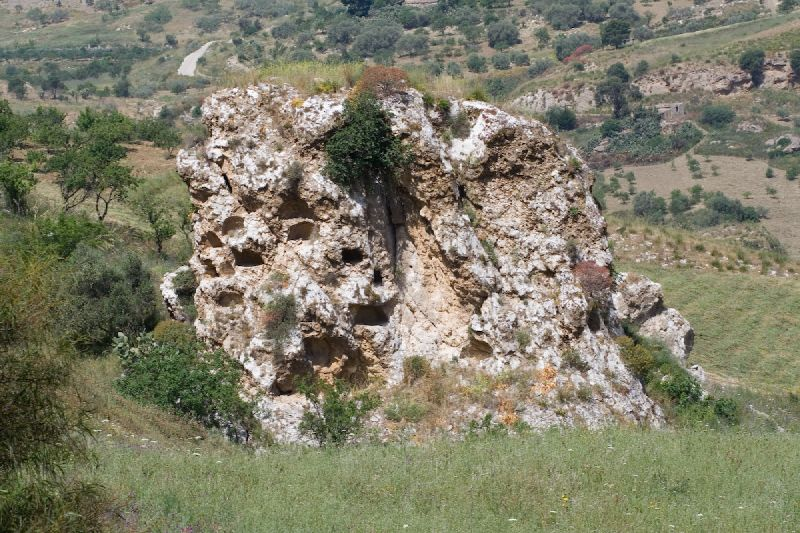
Nécropole préhistorique (3)
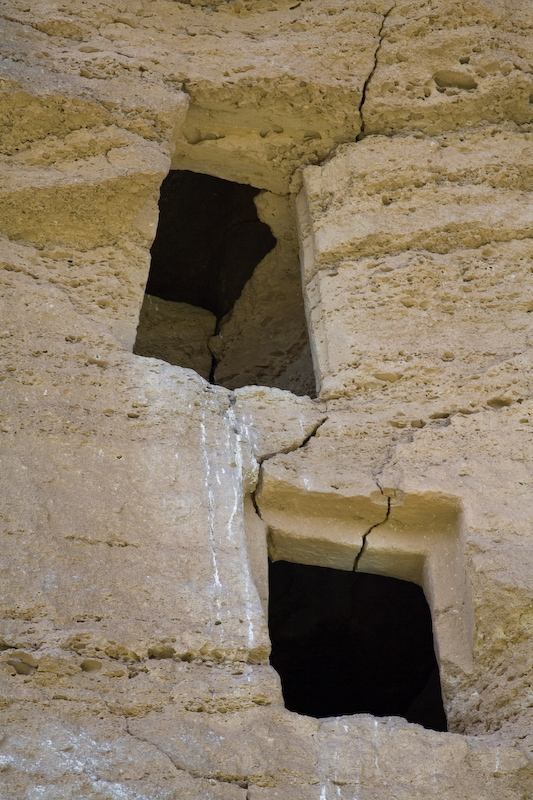
SantAngelo Muxaro (4)
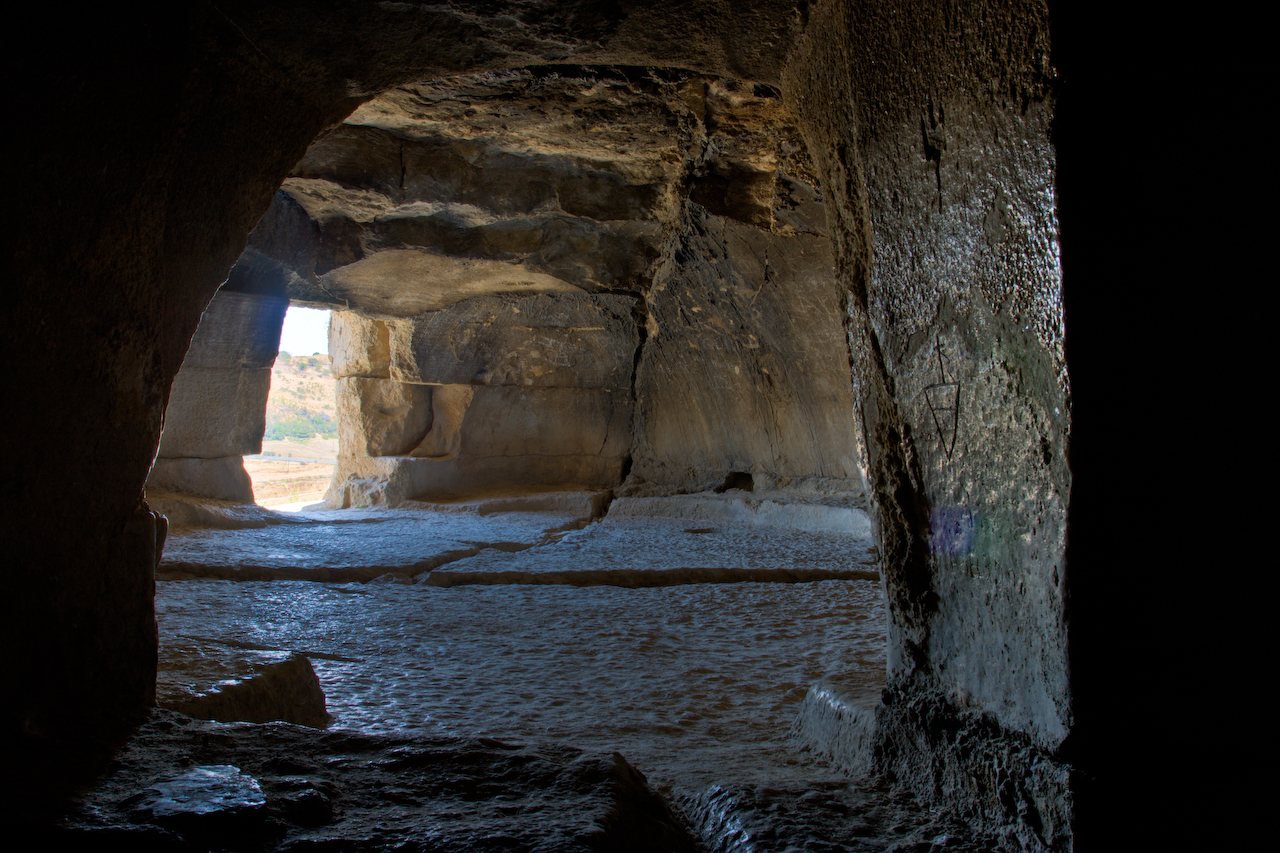
Tombeau du prince
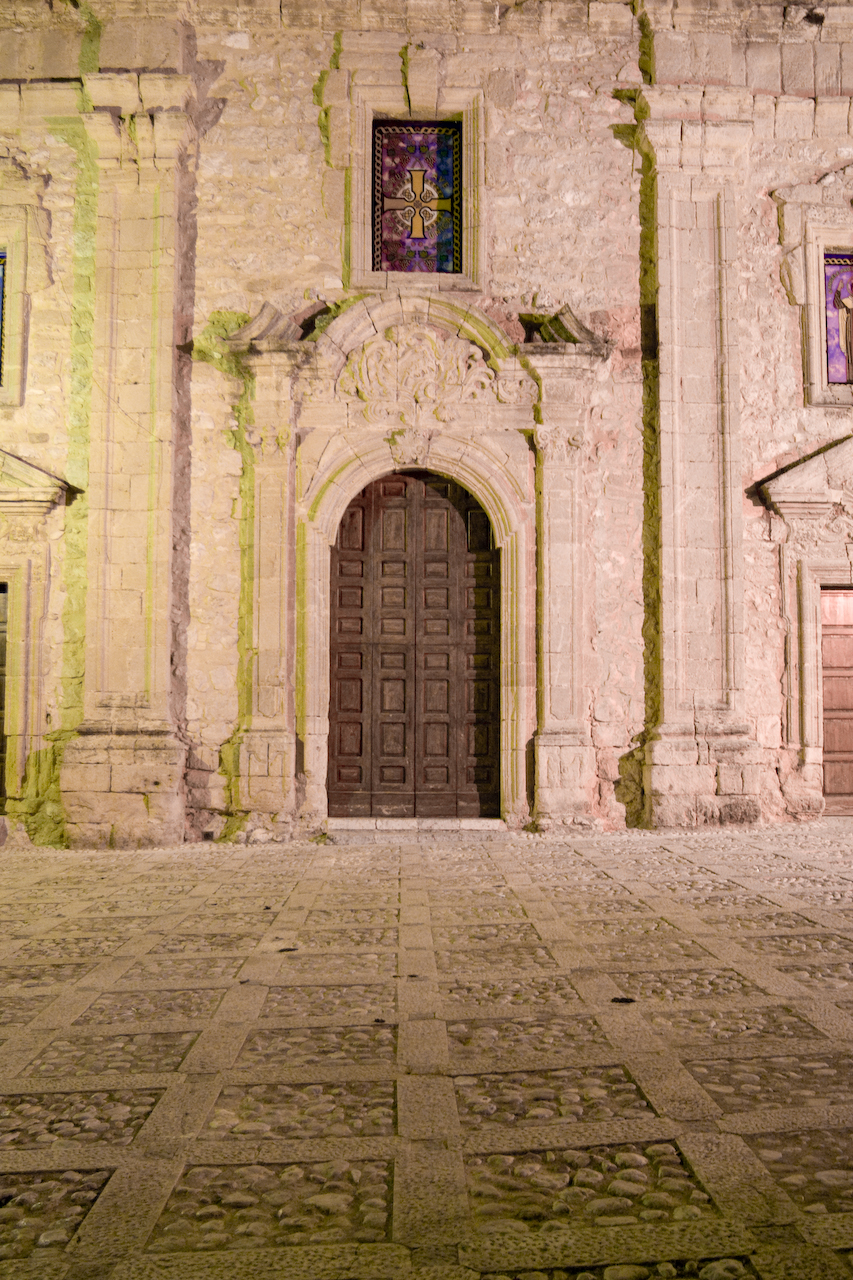
L'église Chiesa Matrice
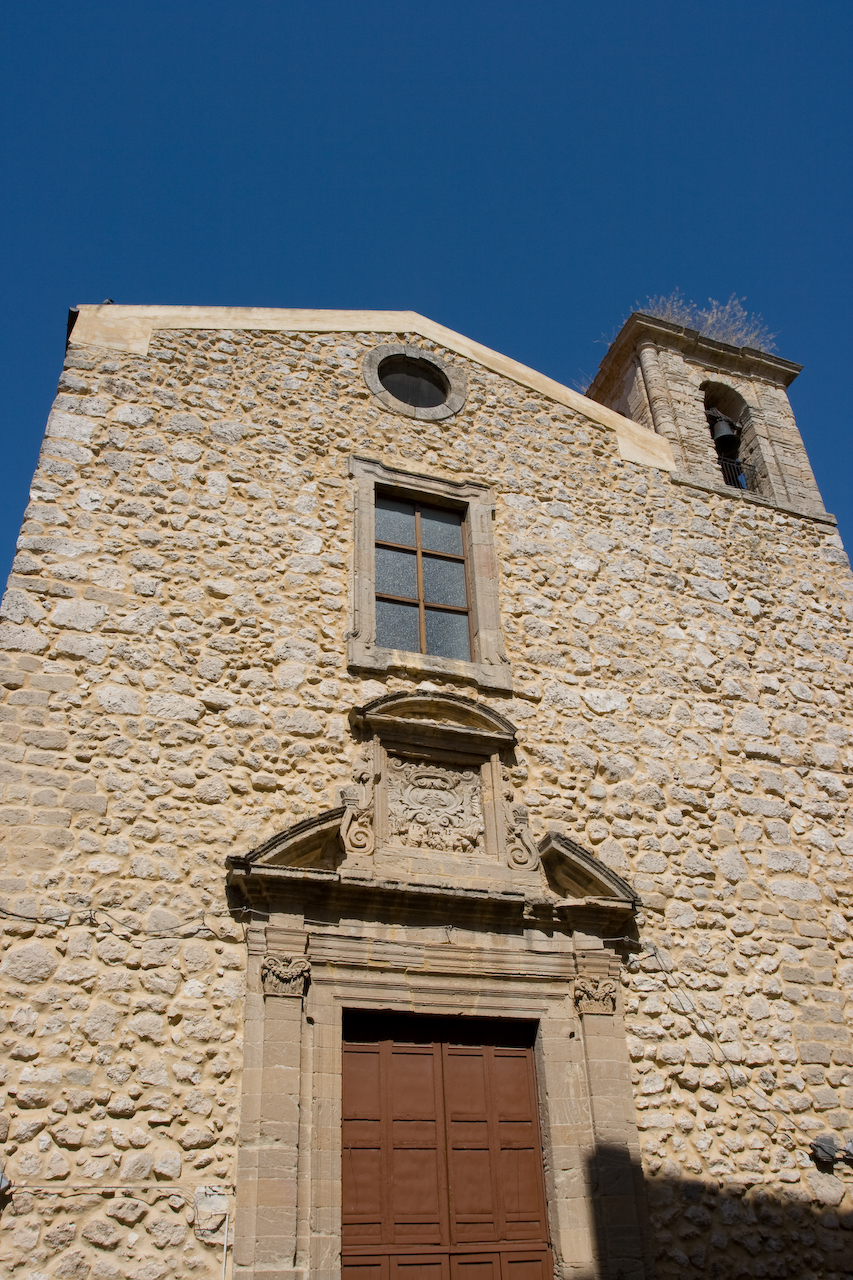
L'église - Chiesa del Carmelo
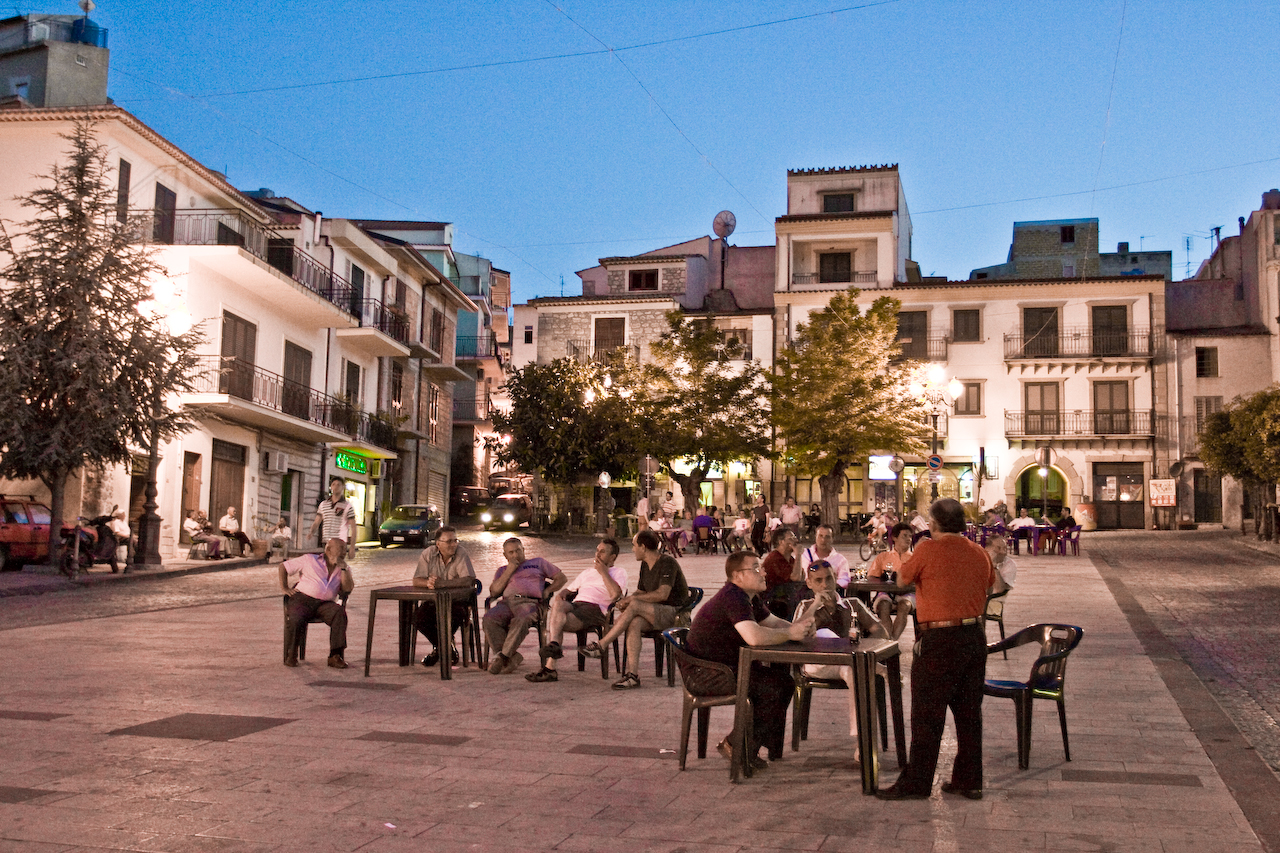
La place principale

## Génétique des populations
Dans le contexte plus large de la Sicile, une étude datant de 1998 laissait erronément apparaître la Sicile comme une unité panmictique PMID 9686481.
Depuis, l'hypothèse des migrations grecques et nord-africaines vers l'île est largement confortée par une étude (effectuée en 2012) portant sur la similarité génétique entre Siciliens, Grecs et Nord-Africains.
Ainsi, en termes de génétique des populations, on considère aujourd'hui que l'apport grec dans le patrimoine génétique des Siciliens est de l'ordre de 37 %, tandis que la contribution de l'Afrique du Nord est estimée à 6 %. Par ailleurs, cette recherche met en évidence des points communs génétiques avec les autres îles de la Méditerranée.
L'Italie et la Sicile occupent une position centrale en Méditerranée, ces territoires ont accueilli des groupements humains variés, à la croisée des chemins entre l'Afrique, l'Europe et l'Orient.
Les évènements migratoires des temps historiques ayant laissé leurs empreintes sur la structure génétique de ces populations peuvent ainsi être résumées :
- l'occupation grecque du VIIIe siècle av. J.-C. ;
- la colonisation des Phéniciens et des Carthaginois de l'ouest de la Sicile au cours du premier millénaire ;
- les Romains venus de la péninsule italienne ;
- les conquêtes islamiques, puis normandes.

Toujours dans ce large cadre étendu à la Sicile, on pense qu'au moins 7 % des gènes de la population sont d'origine normande . À l'extrême sud-ouest de l'île, une analyse génétique réalisée à Mazara del Vallo (un village fondé par les Phéniciens, situé à environ 140 km à l'ouest de Muxaro) montre qu'environ 5 % des personnes testées possèdent des traits communs avec les populations issues de la péninsule arabique . . Cette étude confirme que l'halogroupe arabique est plus fréquent dans le dernier tiers ouest de l'île, et que l'halogroupe grec est plus fréquent à l'est.
Les conclusions de ces études sont doubles. D'une part, elles démontrent une large concordance avec les théories issues des recherches archéologiques, historiques et linguistiques, qui s'unissent pour raconter une seule et même histoire. Et d'autre part, elles soulignent la complexité de l'histoire coloniale de la Sicile en confirmant l'hétérogénéité génétique des Siciliens.

## Démographie
Le premier recensement de la population a été effectué au 31 décembre 1861, l'année de l'unité italienne. Muxaro comptait alors 1 006 habitants.
Sant'Angelo Muxaro contenait 1512 habitants au 31/12/2010 (environ 48 % d'hommes et 52 % de femmes). Toutefois, ce recensement administratif prend également en considération les habitants ne possédant à Sant'Angelo qu'une résidence secondaire et payant, par voie de conséquence, les impôts locaux selon un certain prorata. Les résidents permanents peuplant le village tout au long de l'année sont donc moins nombreux que ne l'indique le recensement administratif. Selon l'institut national de statistique italien (ISTAT), les résidences secondaires ou inoccupées atteignaient 46,4 % des habitations totales, en 2008. Pour la période allant de 1977 à 2006, la variation du pourcentage de la population de la commune est négatif de 30,2 %. La décennie 1991-2001 a vu une décroissance de la population de 13,8 %. La décroissance reste continue pour la période 2001 - 2010. Les jeunes de moins de 14 ans représentaient 12,6 % de la population en 2008. L'âge moyen des Santangelese était de 47,6 ans en 2010. Le record absolu du nombre d'habitants à Sant'Angelo fut de 2652 personnes inscrites au registre de population, chiffre atteint à la fin de la première moitié du XXe siècle. Sur les 43 communes que compte la province d'Agrigente, Sant' Angelo Muxaro était classée 39e en termes de population, au 1er janvier 2011.
La population étrangère en 2007 était de 24 unités.

## Influences linguistiques
D'une façon générale, on considère qu'avant l'arrivée des Grecs, la langue des Sicanes était initialement répandue dans toute la Sicile, et que celle-ci s'est ensuite restreinte à une zone comprise entre l'ancienne cité d'Himère et le fleuve Halycos. Mais l'épigraphie ne renseigne que très peu de documents fragmentés. Il existe des textes retrouvés sur des tablettes et considérés comme étant en langue sicane. Ils sont au nombre de six. Quatre textes sont brefs, les deux autres sont plus fournis. Toutefois, des historiens réfutent l'hypothèse selon laquelle ces documents pré-indoeuropéens soient des documents en langue sicanes, et soutiennent que cette civilisation n'utilisait pas l'écriture, et que connaissances et informations se transmettaient oralement. Ce sujet est débattu au sein de la communauté des historiens spécialisés.
Plus spécifiquement à l'aire géographique relative aux alentours d'Agrigente, et de facto, de Muxaro, le dorien, issu du grec ancien, succède la langue sicane. Agrigente était alors connue sous le nom de Ἀκράγας (Akràgas, Grande Grèce).
Les premières influences arabes apparaissent lorsque Carthage s'empare de la ville. Sous Rome, la cité d'Akràgas est renommée Agrigentum.

## Dialecte actuel
Il s'agit d'un sous-dialecte très spécifique, le Sant' Angelese. Très spécifique, en ce sens que les sous-dialectes siciliens possèdent cette caractéristique particulière selon laquelle on peut noter des différences de prononciation, voir des différences grammaticales entre des zones habitées pourtant très proches géographiquement.
C'est un idiome local et presque uniquement oral.
Il faut signaler qu'à Agrigente, le dialecte employé est lui-même un sous-dialecte exclusivement utilisé dans la région centre-occidentale de la Sicile, représentant environ 450 000 locuteurs.
Si certains termes sont aujourd'hui tombés en désuétude, comme bunaca (veste), ou voscienza (encore utilisé dans les premières décennies du XXe siècle comme marque de respect envers l'interlocuteur, plus important que le simple vouvoiement), l'idiome de la communauté Sant' Angelese a néanmoins gardé intacts certains mots du sicilien antique.
Par exemple, le mot "Vossia", représentant la troisième personne du singulier est de moins en moins utilisé en Sicile, mais reste néanmoins fréquemment employé à Sant' Angelo Muxaro.
Il s'agit de la contraction du mot "Vossignoria", issu de "Vostra Signoria", utilisé à l'égard des personnes beaucoup plus âgées, ou pour marquer la distance sociale vis-à-vis d'un interlocuteur.
Sous les mêmes schémas linguistiques et parmi d'autres locutions - diffuses chez les Sant' Angelese et en fort déclin dans le reste de la Sicile - on peut encore mentionner : "Sabenedica", qui est une formule de salutation réservée aux anciens ou aux personnes ayant une certaine autorité.
Les locuteurs Sant' Angelese y marquent un attachement particulier.
Influencé par le grec, le latin et d'autres langues, la syntaxe grammaticale du patois Sant' Angelese peut être différente par rapport à l'italien.
En outre, le dialecte est très riche en locutions parfois complexes et colorées, faisant souvent partie des conversations, et qui sont en mesure de communiquer des concepts élaborés, par le biais de très peu de mots.
L'utilisation de ces expressions typiques est suivie d'un effet plus prononcé sur l'orateur.
Exemple de locutions souvent utilisée par la communauté, en dialecte typique :
- « U megliu cavaddru addivintà zzòppu » : « Le meilleur des chevaux est devenu boiteux » (pour exprimer de la déception, de la désillusion vis-à-vis d'une personne) ;
- « Mi misi l'acqua d'intra e u cannolu fora » : « Installer l'eau à l'intérieur, mais le robinet au-dehors » (avoir commis une erreur dommageable).

Les influences du grec
Beaucoup de mots sont issus du grec, par exemple :
- appizzari - pendre (du linge, un objet, ou attacher vient du grec (eks)èpeson
- babbaluciu - (petit escargot) : du grec boubalàkion
- bucali - bocal (de baukalion)
- cammisa - chemise (de poucamiso)
- tumazzu - fromage (de tumassu)
- nicu - petit (de nicròs ou micròs)

Les influences franco-normandes
- accattari - acheter (du normand acater)
- armaru - du français armoire
- buatta - (de boîte)
- nzajari - (de essayer)
- magasinu - (de magasin)

## Économie
Secteur primaire
L'économie locale est principalement de type agricole, la production de pistaches y a occupé une place importante. D'autres fruits secs sont également produits dans le village, comme les amandes.
La production d'olives et de céréales est également à mentionner.
L'agriculture et l'élevage de moutons ont longtemps dominé l'économie du village.
Secteur secondaire
Le secteur secondaire est constitué d'entreprises de petites dimensions, actives presque exclusivement dans le secteur de l'industrie du bâtiment.
Secteur tertiaire
Le tertiaire se compose d'un réseau commercial suffisant pour les dimensions du village, et de services bancaires.
Autres données économiques
La gare ferroviaire la plus proche est Aragona-Caldare (à environ 22 km).
L'aéroport le plus proche est celui de Palerme (à environ 143 km).
Le port le plus proche est à 36 km ; ceux de Palerme et Messine, reliés au continent, se situent respectivement à 108 et 273 km.
L'absence de zones industrielles à proximité du village est responsable d'une émigration importante des Santangelesi, tant interne (Nord de l'Italie) qu'externe : France, Belgique, Allemagne et Angleterre principalement, pour les destinations européennes.
Hors Europe, l'Argentine et les États-Unis ont également accueilli des habitants originaires de Sant'Angelo.
L'émigration économique est en large part responsable de l'évolution démographique, en stagnation relative au cours de la première moitié du XXe siècle et en décroissance continue à partir de 1950.

## Culture

### Musée
En décembre 2015, le musée archéologique "Musam" ouvre ses portes, en plein centre de Muxaro.
Pour l'occasion, le British Museum a mis temporairement à disposition une pièces unique, façonnée il y a plus de trois mille ans.
C'est un bol en or, une patère retrouvée dans l'une des tombes antiques du village, qui fit l'objet d'une donation au british Museum en 1772.
C'est un objet dont la réalisation dénote des influences artistique grecque,,,.

### Religion
Le catholicisme est encore très présent culturellement au sein du village. Les fêtes religieuses revêtent une importance particulière pour les habitants.
L'épiphanie, la fête de Saint-Joseph ainsi que le vendredi saint donnent lieu à des manifestations culturelles dans le village.
Des célébrations suivent alors leurs cours, selon des rites précis et inchangés depuis de nombreuses générations.
La ville s'anime principalement en juillet et en août, avec l'arrivée des touristes.

### Musique
Certains instruments de musique sont typiques et emblématiques, comme le « Friscaletto », petite flûte à bec, très utilisée dans le folklore sicilien, l'accordéon, la guitare, la guimbarde, le tambour et la mandoline.

## Sport
Il existe un club de spéléologie, pour les excursions sportives ou scientifiques.

## Culture gastronomique
La gastronomie du village est riche, avec de nombreuses variétés de pâtisseries et de plats méditerranéens.
Parmi les recettes typiques du village, on compte notamment et sous leur dénomination sicilienne :
La « riminata »

Recette de tradition paysanne, une sorte de polenta de farine de grains durs, assaisonnée avec divers légumes parmi lesquels se détache particulièrement le fenouil sauvage.
Le « Maccu di fave »

Plat de tradition paysanne, très nutritif, réalisé par la cuisson prolongée de fèves sèches, auxquelles on ajoute des légumes, généralement des bettes et servi avec de l'huile d'olive extra vierge.
Il semblerait que les Romains connaissaient déjà ce plat.
Les « Cannoli »

Il s'agit d'une pâtisserie, qui se compose notamment d'une de pâte frite et d'un remplissage de ricotta.
La « Giurgiulena », ou « Cubàita »

C'est un biscuit réalisé spécialement pour la fête de Noël. Parmi les ingrédients, on retrouve du sésame versé dans le miel et du sucre caramélisé.
On peut également ajouter des amandes et les écorces d'orange confites.
Les « miscateddre » ou « Imbriulata »

Il s'agit d'un petit pain tendre, rempli d'ingrédients divers, généralement des olives, petits morceaux de pommes de terre, assaisonné d'oignons, ainsi que des morceaux de fromage (principalement du pecorino) et de viande hachée.
C'est un plat de tradition paysanne, très consistant.

## Monuments et architecture
Les églises
Les églises de Sant'Angelo existaient déjà au XVIIe siècle. Elles furent embellies et agrandies au cours du XVIIIe siècle. Il s'agit des églises « Chiesa Matrice » et « Santa Maria d'Itria o del Carmine ».
- L'église « Chiesa Matrice » : sa façade principale, construite selon les traditions architecturale baroque, se veut sobre. La recherche de la symétrie donne à l'ensemble une harmonie caractéristique.
- L'église « Santa Maria d'Itria » : son style et son architecture renvoient aux édifices religieux du XVIe siècle. Mais les plus anciennes preuves de son existences datent seulement de l'année 1604.

Le château de Moscaria
À l'ouest de la ville, une agglomération (Monte castello) s'était constituée autour du château de Moscaria, probablement construit par les Arabes et conquis par les Normands en 1087.
On peut encore voir les restes du château sur le point culminant du Monte castello (468 m d'altitude).

## Faune
À proximité de la réserve naturelle, on retrouve une colonie de corbeau choucas (ou choucas des tours), un corvidé dont l'habitat est caractérisé par la présence de cavités et de creux où il peut s'abriter.
Le lézard vert (Lacerta viridis) est un grand lézard qui apprécie les milieux rocailleux et ensoleillés, qu'on retrouve également dans les régions est-européennes.
Le long du fleuve Platani, on peut retrouver la bergeronnette des ruisseaux, la gallinule poule-d'eau et la bécasse des bois.

## Flore
Grâce à sa position géographique reculée, très à l'écart des grands centres urbains, le village et ses environs offrent une flore variée et caractéristique des climats méditerranéens.
Différents végétaux ornent le paysage.
Parmi les principaux, on retrouve :
Le pistachier térébinthe est un arbuste de la famille des Anacardiaceae.
L'olea europaea, également appelé l'olivier d'Europe, est cultivé pour les olives et pour la production d'huile d'olive.
Le Pirus communis. Il s'agit du poirier commun.
Euphorbia dendroides. Arbre d'environ 2 mètres, de la famille des Euphorbiaceae, qui pousse dans les régions semi-arides du climat méditerranéen.
Hedera helix, aussi dénommé « lierre rampant », c'est une liane de la famille des Araliaceae.
Thymus vulgaris. Il s'agit du thym, très utilisé dans la cuisine méditerranéenne.
Matricaria chamomilla, la camomille sauvage, de la famille des Asteraceae, est une plante aromatique.

## Personnages célèbres
- Giovanni Guarino Amella[20], journaliste, juriste et homme politique italien, né à Sant'Angelo Muxaro en 1872. Il était membre du Parti démocratique social italien. Il est connu pour ses actions en faveur des classes sociales défavorisées, ainsi que ses prises de positions antifascistes et fédéralistes.

## Administration
| Période                                  | Période | Identité       | Étiquette | Qualité |
| ---------------------------------------- | ------- | -------------- | --------- | ------- |
| Du 11/06/2013                            |         | Lorenzo Alfano |           |         |
| Les données manquantes sont à compléter. |         |                |           |         |

### Communes limitrophes
Agrigente, Alessandria della Rocca, Aragona, Casteltermini, Cattolica Eraclea, Cianciana, Raffadali, San Biagio Platani, Santa Elisabetta